# Paishan (köpinghuvudort i Kina, Jiangxi Sheng, lat 28,46, long 118,28)
Paishan (kinesiska: 排山) är en köpinghuvudort i Kina. Den ligger i provinsen Jiangxi, i den sydöstra delen av landet, omkring 240 kilometer öster om provinshuvudstaden Nanchang. Antalet invånare är 27 770. Befolkningen består av 13 626 kvinnor och 14 144 män. Barn under 15 år utgör 25,0 %, vuxna 15-64 år 67 %, och äldre över 65 år 7,0 %.
Runt Paishan är det tätbefolkat, med 511 invånare per kvadratkilometer. Närmaste större samhälle är Wucun, 4,4 km norr om Paishan. I omgivningarna runt Paishan växer i huvudsak blandskog.
Genomsnittlig årsnederbörd är 2 682 millimeter. Den regnigaste månaden är juni, med i genomsnitt 514 mm nederbörd, och den torraste är oktober, med 39 mm nederbörd.